# Boulevard Bessières
Boulevard Bessières je bulvár v 17. obvodu v Paříži. Je součástí tzv. Maršálských bulvárů. Bulvár nese jméno Jeana Baptisty Bessièra (1768–1813), maršála Francie. Rozkládá se mezi Porte de Saint-Ouen a Porte de Clichy.

## Historie
V letech 1840–1845 byly postaveny kolem Paříže nové hradby. Dnešní bulvár vznikl na místě bývalé vojenské cesty (Rue Militaire), která vedla po vnitřní straně městských hradeb. Tuto silnici převedla armáda na město Paříž na základě rozhodnutí z 28. července 1859.